# یواس‌اس انترپرایز (۱۸۷۴)
یواس‌اس انترپرایز (۱۸۷۴) (به انگلیسی: USS Enterprise (1874)) یک کشتی بود که طول آن ۱۸۵ فوت (۵۶ متر) بود. این کشتی در سال ۱۸۷۴ ساخته شد.